# Messaggio (singolo)
Messaggio è il 12° singolo di Alice pubblicato in Italia nel 1982 anticipando l'uscita dell'album Azimut; ottenne un certo successo, posizionandosi al n. 27 tra i singoli più venduti dell'anno. Il brano fu composto da Franco Battiato e Giusto Pio.

## Tracce
Testi di Alice e Franco Battiato. Musiche e arrangiamenti Battiato-Pio.
1. Messaggio – 3:46 (Alice, Battiato, Pio)
2. La mano – 5:15 (Alice)

## Cover
Nel 2005 Gennaro Cosmo Parlato pubblica un CD tributo alle primedonne della musica italiana degli anni ottanta, Che cosa c'è di strano?, e inserisce una propria versione di Messaggio.